# Onthophagus nonstriatus
Onthophagus nonstriatus là một loài bọ cánh cứng trong họ Bọ hung (Scarabaeidae).